# دانشگاه پیونگ‌تک

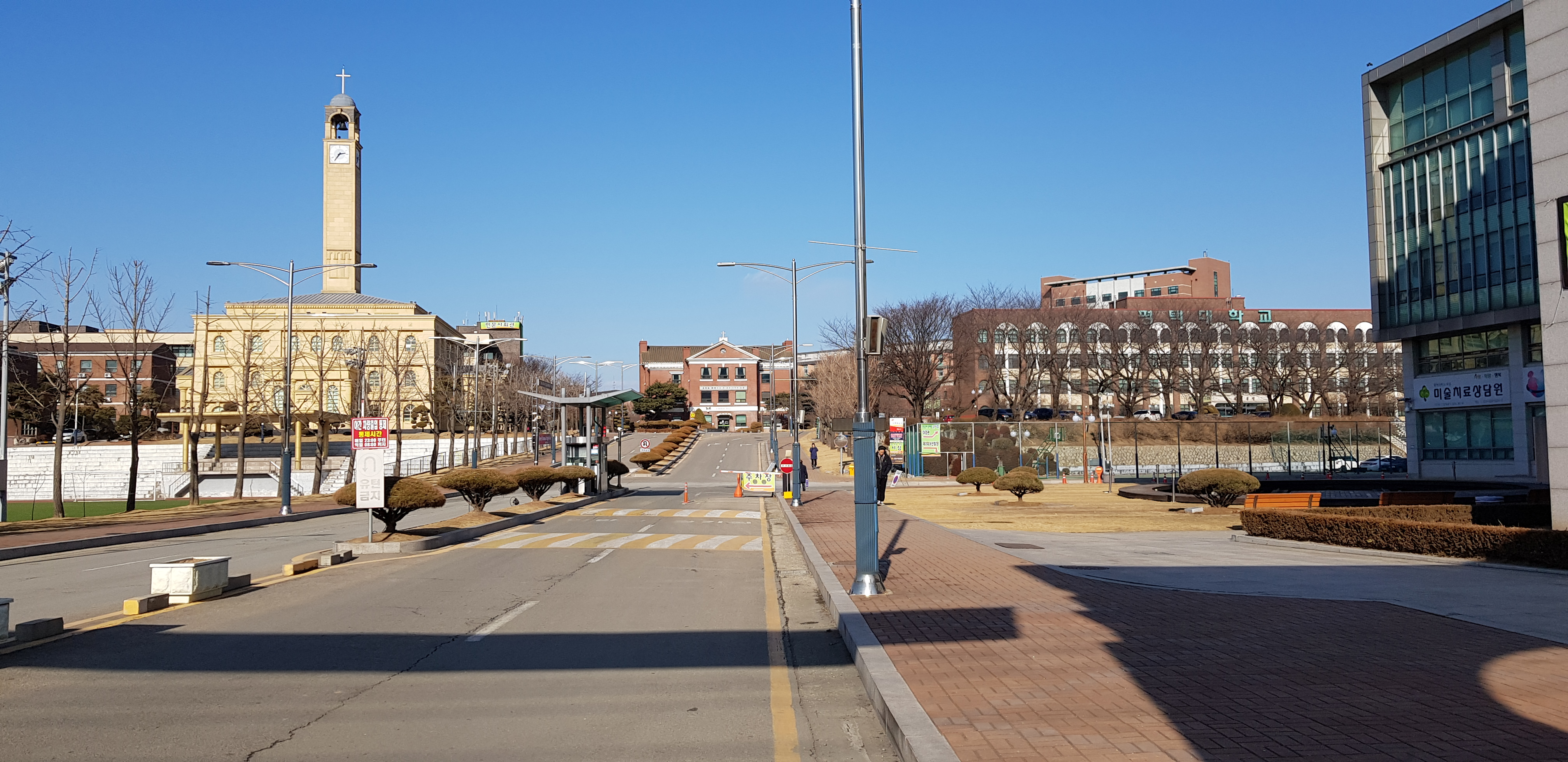
دانشگاه پیونگ‌تک

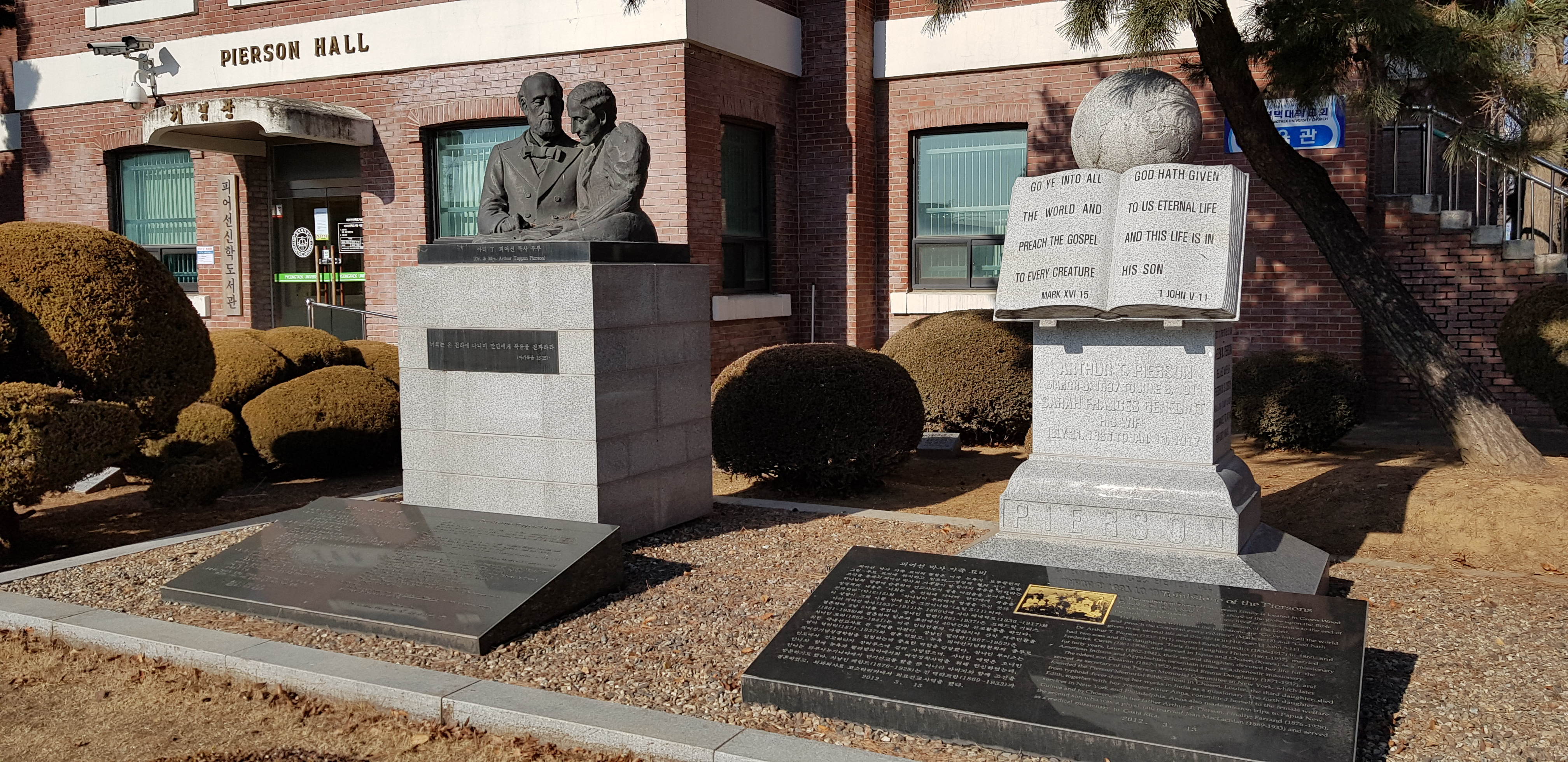
آرتور پیرسون

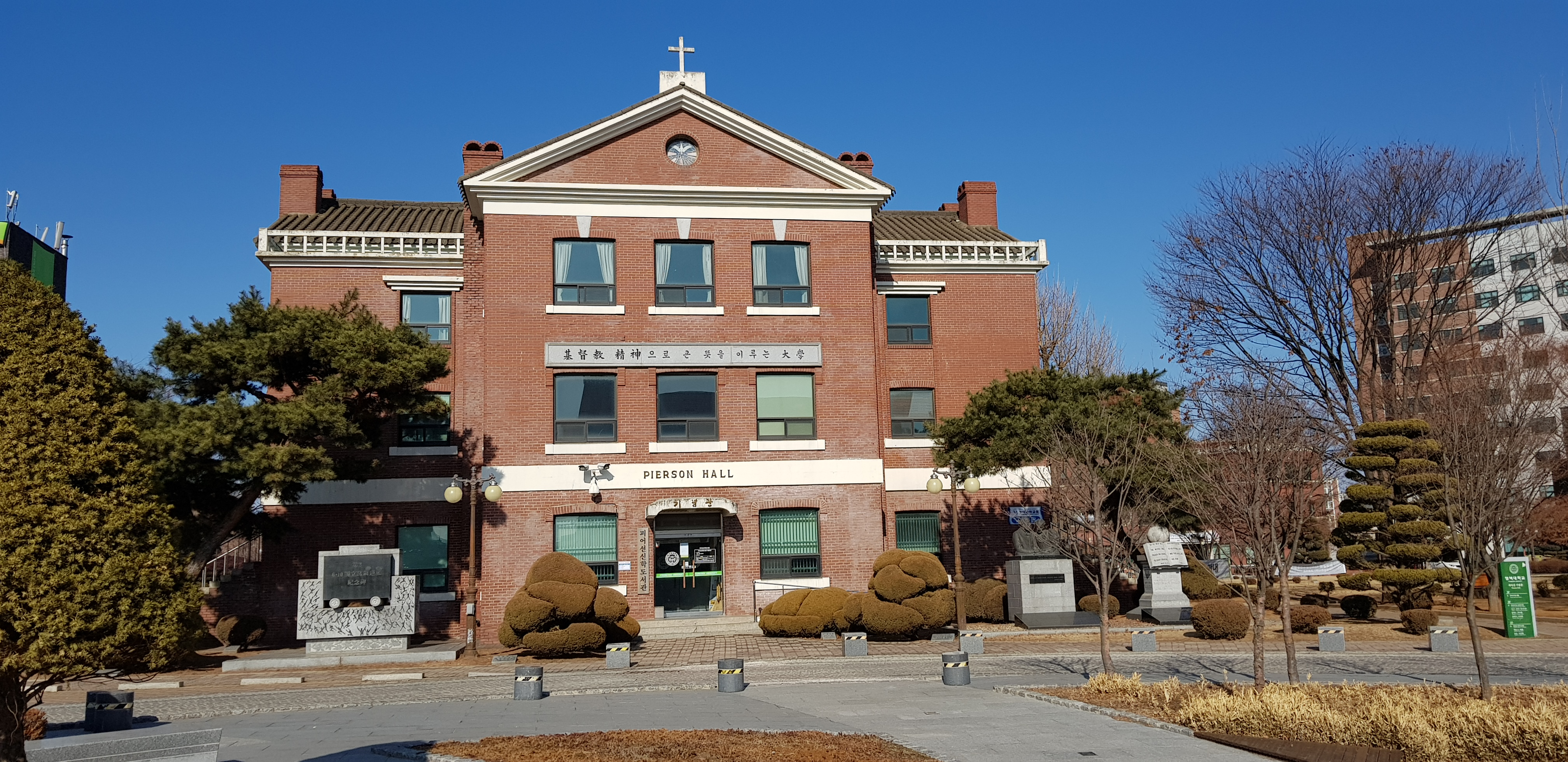
ساختمان یادبود پیرسون

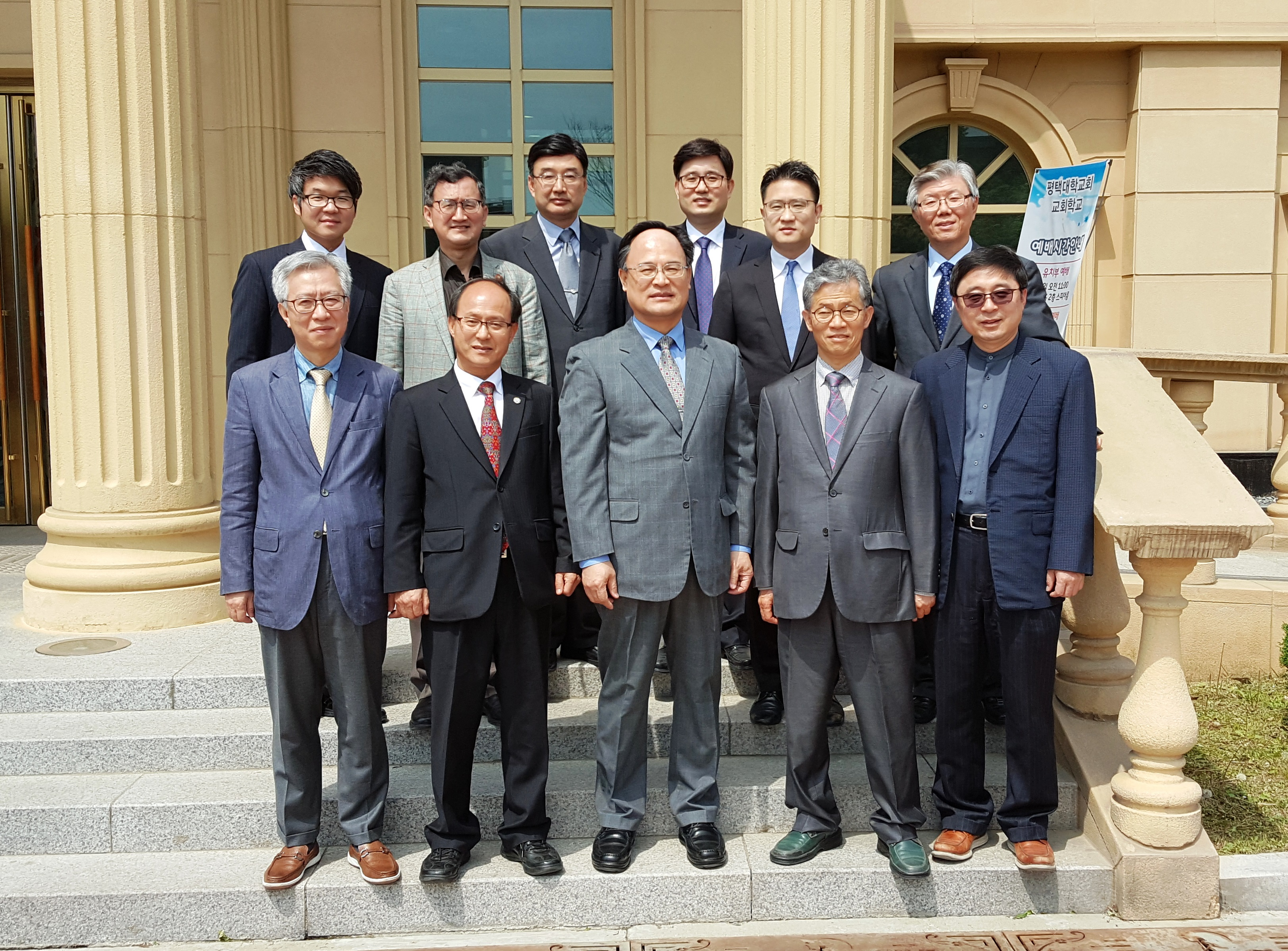
پروفسورهای تکنولوژی

دانشگاه پیونگ‌تِک (انگلیسی: Pyeongtaek University; کره‌ای: 평택대학교; هانجا: 平澤大學校) یک دانشگاه خصوصی واقع شده در پیونگ‌تک، کره جنوبی است. دانشگاه پیونگ‌تک که در سال ۱۹۱۲ در مؤسسه کتاب مقدس اتحادیه یادبود پیرسون آغاز شد، یکی از قدیمی‌ترین دانشگاه‌های کره جنوبی است.